# Portland Trail Blazers 1999-2000
La stagione 1999-2000 dei Portland Trail Blazers fu la 30ª nella NBA per la franchigia.
I Portland Trail Blazers arrivarono secondi nella Pacific Division della Western Conference con un record di 59-23. Nei play-off vinsero il primo turno con i Minnesota Timberwolves (3-1), la semifinale di conference con gli Utah Jazz (4-1), perdendo poi la finale di conference con i Los Angeles Lakers (4-3).

## Roster
| N° | Naz.                   | Ruolo | Sportivo         | Anno | Alt. | Peso |
| -- | ---------------------- | ----- | ---------------- | ---- | ---- | ---- |
| 2  | Stati Uniti (bandiera) | GA    | Stacey Augmon    | 1968 | 198  | 93   |
| 3  | Stati Uniti (bandiera) | G     | Damon Stoudamire | 1973 | 178  | 78   |
| 5  | Stati Uniti (bandiera) | AC    | Jermaine O'Neal  | 1978 | 211  | 103  |
| 6  | Stati Uniti (bandiera) | GA    | Bonzi Wells      | 1976 | 196  | 95   |
| 8  | Stati Uniti (bandiera) | G     | Steve Smith      | 1969 | 201  | 91   |
| 11 | Lituania (bandiera)    | C     | Arvydas Sabonis  | 1964 | 221  | 127  |
| 12 | Germania (bandiera)    | A     | Detlef Schrempf  | 1963 | 206  | 97   |
| 14 | Stati Uniti (bandiera) | G     | Gary Grant       | 1965 | 191  | 84   |
| 30 | Stati Uniti (bandiera) | AC    | Rasheed Wallace  | 1974 | 208  | 102  |
| 33 | Stati Uniti (bandiera) | GA    | Scottie Pippen   | 1965 | 203  | 95   |
| 34 | Stati Uniti (bandiera) | AC    | Antonio Harvey   | 1970 | 211  | 102  |
| 35 | Stati Uniti (bandiera) | C     | Joe Kleine       | 1962 | 211  | 116  |
| 44 | Stati Uniti (bandiera) | A     | Brian Grant      | 1972 | 206  | 115  |
| 50 | Stati Uniti (bandiera) | G     | Greg Anthony     | 1967 | 183  | 80   |

## Staff tecnico
- Allenatore: Mike Dunleavy
- Vice-allenatori: Bill Musselman, Tim Grgurich, Tony Brown, Jim Eyen, Elston Turner